# Baterno
Baterno è un comune spagnolo di 390 abitanti situato nella comunità autonoma dell'Estremadura.